# This Is My Life
This Is My Life – angielskojęzyczny singel szwedzkiej piosenkarki Anny Bergendahl wydany 28 lutego 2010 roku i umieszczony na albumie Yours Sincerely. Utwór został napisany przez Bobby'ego Ljunggrena (muzyka) i Kristiana Lagerströma (tekst).
13 marca singel wygrał szwedzkie preselekcje do Konkursu Piosenki Eurowizji Melodifestivalen 2010, dzięki czemu reprezentował Szwecję podczas 55. edycji festiwalu zorganizowanym w Oslo w Norwegii. 

## Historia utworu

### Nagrywanie
Utwór został wykonany przez Annę Bergendahl podczas szwedzkich preselekcji do Konkursu Piosenki Eurowizji w 2010 roku – Melodifestivalen 2010. Muzykę do piosenki napisał Bobby Ljunggren, a tekst – Kristian Lagerström. Produkcją zajął się Dan Sundquist. Dragan Tanaskovic odpowiedzialny był natomiast za mastering utworu.

### Wydanie
Utwór został wydany 28 lutego 2010 roku pod szyldem wytwórni M&L Records jako singel reprezentujący Szwecję podczas 55. Konkursu Piosenki Eurowizji organizowanego przez stolicę Norwegii – Oslo. Promował on również płytę artystki Yours Sincerely, która została opublikowana przez wytwórnię Lionheart International.

### Występy na żywo: Melodifestivalen i Konkurs Piosenki Eurowizji
27 lutego 2010 roku „This Is My Life” zostało wykonane w ostatnim, czwartym półfinale szwedzkich selekcji do 55. Konkursu Piosenki Eurowizji – Melodifestivalen 2010. W pierwszej rundzie głosowanie utwór zdobył 52 838 głosów i zakwalifikowany został do finału. 13 marca 2010 roku Bergendahl wykonała piosenkę w finale eliminacji jako dziewiąta w kolejności. Ostatecznie wygrała rundę finałową, zdobywając łącznie 214 punktów. Zwyciężyła dzięki wsparciu widzów, jurorzy bowiem przyznali balladzie 82 punkty, które uplasowało ją na 2. miejscu wśród 10. finalistów w finałowym rankingu sędziów. Dzięki 363 546 głosom widzów piosenkarka otrzymała 132 punkty od publiczności. Po zsumowaniu punktacji Anna wygrała selekcje z 31-punktową przewagą nad zdobywcą drugiego miejsca w finale – Salem Al Fakir.
We czwartek 27 maja singel został zaprezentowany jako siódmy w kolejności w drugim półfinale Konkursu Piosenki Eurowizji zorganizowanym w Telenor Arena w Oslo. Zajął 11. miejsce z 62 punktami, zdobył największą liczbę dwunastu punktów od Danii. Nie zakwalifikował się do sobotniego finału, a Bergendahl została pierwszą od 34 lat reprezentantką Szwecji, która nie zapewniła krajowi udziału w rozgrywce finałowej. Do awansu zabrakło jej 6 punktów.

## Wydanie na albumach
| Album           | Data             | Wytwórnia               | Format | Nr katalogowy | Nr utworu | Źródło |
| --------------- | ---------------- | ----------------------- | ------ | ------------- | --------- | ------ |
| Yours Sincerely | 14 kwietnia 2010 | Lionheart International | 1 CD   | LHICD0107     | 2         | [ 7 ]  |

## Lista utworów
- CD single[6]

1. „This Is My Life” – 2:59

## Notowania na listach przebojów
| Kraj       | Lista (2010)        | Pozycja |
| ---------- | ------------------- | ------- |
| Szwecja    | Singles Top 60      | 1       |
| Norwegia   | Top 20 Singles      | 6       |
| Szwajcaria | Singles Top 75      | 62      |
| Holandia   | Mega Single Top 100 | 93      |